# 胡里瓦區
胡里瓦區是索馬利亞的一個區，位於該國東南方的巴納迪爾州。其管轄範圍包括索馬利亞首都摩加迪休的東北部地區，西方與亚格希德区相接，南方與卡蘭區相接。

## 外部鏈結
- Districts of Somalia （页面存档备份，存于）
- 胡里瓦區行政區域圖 （页面存档备份，存于）

2°02′00″N 45°21′00″E / 2.0333°N 45.3500°E